# 聯賽球隊
聯賽球隊（英語：League club）是指在足球聯賽中在各組別中的參賽球隊。聯賽球隊不一定是專業球隊，即使是一些較低級別的聯賽，某些俱樂部也可以是半專業的，以便能夠參加比賽。世界上最古老的聯賽俱樂部是諾士郡足球會。
不要將「League Club」與「Leagues Clubs」混淆，後者是指澳大利亞的一種現象，通過指提供餐飲和博彩服務來資助國家橄欖球聯盟的球隊。

## 各國聯賽
| 國家   | 頂級聯賽 |
| ------ | -------- |
| 阿根廷 | 阿甲     |
| 巴西   | 巴甲     |
| 英格蘭 | 英超     |
| 法國   | 法甲     |
| 德國   | 德甲     |
| 意大利 | 意甲     |
| 香港   | 港超     |
| 日本   | 日職     |
| 荷蘭   | 荷甲     |
| 南韓   | 韓職     |
| 墨西哥 | 墨超     |
| 俄羅斯 | 俄超     |
| 蘇格蘭 | 蘇超     |
| 西班牙 | 西甲     |
| 瑞典   | 瑞超     |
| 美國   | 美職聯   |

## 另見
- 聯賽系統